# Air Force One Down
Air Force One Down é un film del 2024 diretto da James Bamford.

## Trama
Un agente dei Servizi Segreti, Allison, si trova a dover affrontare una banda di terroristi che hanno dirottato l'aereo l'Air Force One per sabotare l'accordo energetico.